# Wigand von Marburg
Wigand von Marburg vagy Marburgi Vigand (1365 – 1409) poroszországi német krónikás, herold, a Német Lovagrend tagja.
A neve alapján a hesseni Marburgból származhatott. Műve a Chronica Nova Pruthenica azaz Új Porosz Krónika folytatni kívánta a Peter von Dusburg írta Porosz földek krónikája (Chronicon terrae Prussiae) c. művet. Ez az 1294. esztendőtől egészen 1394-ig vezette a német lovagrend poroszországi államának történetét. Az előző krónikától eltérően von Marburg műve lírai volt és tizenhétezer sorból állt, s nem latinul, hanem a saját nyelvjárásában, közép-felnémet nyelven íródott. Mára csak ötszáz sor maradt meg belőle. Jan Długosz fordította le latinra, ami majdnem teljes terjedelmében fennmaradt.